# Son Won Il
Son Won Il là Phó Đô đốc Hải quân, Tư lệnh Chiến dịch (CNO) đầu tiên, một trong những người sáng lập Hải quân Hàn Quốc. Sau khi giải ngũ, ông được bổ nhiệm làm Bộ trưởng Bộ Quốc phòng Hàn Quốc thứ 5 và sau đó là Đại sứ Hàn Quốc đầu tiên tại Tây Đức.
Nhằm vinh danh Son, ROKS Son Won Il cũng như lớp tàu ngầm Son Won Il của Hải quân Hàn Quốc hiện nay được đặt theo tên ông.